# Neu Kaliß
Neu Kaliß is een gemeente in de Duitse deelstaat Mecklenburg-Voor-Pommeren, en maakt deel uit van de Landkreis Ludwigslust-Parchim.
Neu Kaliß telt 1.955 inwoners.

## Geboren
- Sigrun Wodars (7 november 1965), middellangeafstandsloopster